# Сахно, Фёдор Семёнович
Фёдор Семёнович Сахно — советский хозяйственный и государственный деятель, лауреат Государственной премии СССР за выдающиеся достижения в труде.

## Биография
Родился в 1931 году на территории современной Харьковской области. Член КПСС с 1957 года.
В 1945—1991 годах — строитель, военнослужащий Советской армии, арматурщик, бригадир арматурщиков, неосвобождённый секретарь партбюро цеха Харьковского завода железобетонных изделий номер 1 производственного объединения «Харьковжелезобетон».
Внедренные Сахно рацпредложения по оптимизации производственных процессов внутри бригады позволили сэкономить 1815 человекочасов, увеличив производительность труда коллектива на 15 %.
Делегат XXIV съезда Компартии Украины.
За высокую эффективность и качество работы в промышленности строительных материалов и строительной индустрии на основе совершенствования мастерства и совмещения профессий был в составе коллектива удостоен Государственной премии СССР за выдающиеся достижения в труде 1980 года.
Жил в Харькове.

## Награды
- Орден Октябрьской Революции
- Орден Знак Почёта
- Орден Трудовой Славы II степени
- Орден Трудовой Славы III степени